# Mangatiti Falls
Die Mangatiti Falls sind ein imposanter Wasserfall des Aohanga River auf privatem Farmland im Gebiet der Ortschaft Pongaroa in der Region Manawatū-Whanganui auf der Nordinsel Neuseelands. Seine Fallhöhe über eine breite Stufe beträgt rund 25 Meter.
Ein Besuch ist nur nach telefonischer Abstimmung mit der Familie Hull, auf deren Privatbesitz sich der Wasserfall befindet, möglich. 6,5 km südlich von Pongaroa auf der Coast Road weist eine Beschilderung auf ihn hin. Von dort sind es 45 Gehminuten in westlicher Richtung, bis er von einem Hügel aus einsehbar wird.